# Саша Гордон
Саша К. Гордон (англ. Sasha K. Gordon; настоящее имя — Оксана Тищенко, 11 октября 1989, Одесса) — американская актриса украинского происхождения.

## Биография
Саша Гордон родилась в Одессе. Её родители развелись, когда ей было 6 лет. Отец Саши ушёл из жизни в 2009 году. Мама — переводчик с английского языка и педагог. Живёт в Нью-Йорке со вторым мужем. У Саши есть старший брат, юрист по образованию, проживающий в Одессе.
После окончания школы Гордон переехала в США по студенческой визе. Окончила Фордемский университет по специальности «маркетинг и финансы». Перепробовала несколько профессий и мест работы. Актёрскому мастерству обучалась у Брюса Орнстина. Играет в репертуарном театре в Нью-Йорке.
Гордон дебютировала в кино в 2015 году в мелодраме «Любовные игры». Первую главную роль сыграла в фильме писателя и режиссёра Дэвида Безмозгиса «Наташа» о жизни русскоязычных эмигрантов в Канаде, которая принесла ей номинацию на Canadian Screen Awards, вручаемую канадской Академией кино и телевидения, однако уступила награду Татьяне Маслани.
В качестве режиссёра и сценариста сняла короткометражку Unique New York.

## Фильмография
| Год  |   | Русское название | Оригинальное название | Роль   |
| ---- | - | ---------------- | --------------------- | ------ |
| 2015 | ф | Наташа           | Natasha               | Наташа |
| 2015 | ф | Любовные игры    | Lover’s Game          | Оливия |
| 2017 | ф | —                | Zulu Wedding          | Донна  |